# مارتینا زوبشیچ
مارتینا زوبشیچ (انگلیسی: Martina Zubčić؛ زادهٔ ۳ ژوئن ۱۹۸۹) ورزشکار تکواندو اهل کرواسی است.
وی در مسابقات کشوری و بین‌المللی در مجموع برندهٔ ۱ مدال طلا، ۱ مدال نقره و ۴ مدال برنز شده‌است.